# Giải vô địch bóng đá nữ châu Phi 1995
Giải vô địch bóng đá nữ châu Phi 1995 diễn ra từ 5 tháng 11 năm 1994 đến 18 tháng 3 năm 1995. Giải được tổ chức nhằm chọn ra đại diện duy nhất của khu vực châu Phi tham dự Giải vô địch bóng đá nữ thế giới 1995.

## Vòng một
| Nigeria | 9–0 | Sierra Leone |
| ------- | --- | ------------ |
|         |     |              |

| Sierra Leone | 0–2 | Nigeria |
| ------------ | --- | ------- |
|              |     |         |

Nigeria thắng với tổng tỉ số 11–0.
| Nam Phi | 5–3 | Zambia |
| ------- | --- | ------ |
|         |     |        |

| Zambia | 2–6 | Nam Phi |
| ------ | --- | ------- |
|        |     |         |

Nam Phi thắng với tổng tỉ số 11–5.
| Angola | w/o | Cameroon |
| ------ | --- | -------- |
|        |     |          |

Cameroon bỏ cuộc. Angola đi tiếp.
| Ghana | w/o | Guinée |
| ----- | --- | ------ |
|       |     |        |

Guinée bỏ cuộc. Ghana đi tiếp.

## Vòng hai
| Ghana | 0–3 | Nigeria |
| ----- | --- | ------- |
|       |     |         |

| Nigeria | 2–0 | Ghana |
| ------- | --- | ----- |
|         |     |       |

Nigeria thắng với tổng tỉ số 5–0.
| Nam Phi | 3–1 | Angola |
| ------- | --- | ------ |
|         |     |        |

| Angola | 3–3 | Nam Phi |
| ------ | --- | ------- |
|        |     |         |

Nam Phi thắng với tổng tỉ số 6–4.

## Chung kết
| Nigeria | 4–1 | Nam Phi |
| ------- | --- | ------- |
|         |     |         |

| Nam Phi | 1–7 | Nigeria |
| ------- | --- | ------- |
|         |     |         |

Nigeria thắng với tổng tỉ số 11–2.